# Сменная работа
Сменная работа (работа по сменам) — один из видов графика (распорядка) трудовой деятельности, в котором время работы в течение суток в разные рабочие дни может различаться. 
Сменная работа применяется на непрерывных производствах либо для обеспечения более полной загрузки оборудования, требующего непрерывного управления со стороны персонала. А также в больницах и транспортной сфере (особый вид смен — на железной дороге). Сменная работа является фактором риска для здоровья, а также может способствовать конфликтам в брачных, семейных и личных отношениях.

## Влияние на здоровье
В мировой медицине и эпидемиологии считается, что сменная работа является фактором риска для здоровья некоторых людей, так как нарушение циркадных ритмов (см. десинхроноз) может увеличивать вероятность сердечно-сосудистых заболеваний, когнитивных нарушений, ожирения и диабета.
В развитых государствах число людей, работающих посменно, достигает 20 % от общего количества работающего населения. Проблемы со здоровьем среди сменных рабочих включают нарушения сна, обмена веществ, желудочно-кишечные заболевания, увеличение случаев сердечно-сосудистых заболеваний. Чаще, чем у рабочих дневных смен, наблюдается высокий уровень триглицеридов и холестерина, низкая концентрация липопротеинов высокой плотности. Имеются доказательства, что такие показатели служат фактором риска не только сердечно-сосудистых заболеваний, но и злокачественных опухолей.
Механизмы, лежащие в основе увеличенного риска злокачественных опухолей среди работающих в ночную смену, могут быть связаны с нарушением циркадных ритмов и вынужденным световым воздействием в ночные часы, что приводит к сокращению выработки мелатонина — известного биологического блокатора канцерогенеза.

## Основные положения
В ряде производств особенности технологических процессов и требования к производительности таковы, что в односменном режиме их выполнить невозможно. К ним относятся, например:
- Непрерывные производства (например, доменное, в котором печи работают непрерывно в течение нескольких лет, а внеплановая остановка равнозначна крупной аварии).
- Службы экстренной помощи — полицейская, пожарная, спасательная, медицинская, служба газа — где требуется обеспечить минимальное время реакции в любое время суток.
- Предприятия сферы обслуживания, торговли.
- Предприятия транспортной сферы (например, на железной дороге, где движение поездов осуществляется круглосуточно, а внеплановый перерыв в работе может привести к серьёзным проблемам и недопустимым задержкам в движении поездов).
- Любое производство, где требуется обеспечить увеличение объёма произведённой продукции на единицу времени за счёт более интенсивного использования парка наличного производственного оборудования и площадей.

В таких случаях организуется работа по сменам — работники разбиваются на группы (смены), которые работают последовательно таким образом, чтобы исключить перерывы в технологическом процессе. Хотя называть группы работников сменами неверно, ведь Трудовой кодекс Российской Федерации — России определяет смену, как рабочий день (ст. 93 ТК России) или как работу (ст. 94,96 ТК России), то есть по сути, смена — это рабочее время. Поэтому, для организации сменной работы совсем необязательно, чтобы группы работников сменяли друг друга, достаточно, если один работник сменяет другого. Сменная работа требует неукоснительного соблюдения 40-часовой рабочей недели (ст. 91 ТК России), максимальной продолжительности перерывов в работе (ст. 108 ТК России) и достаточной продолжительностью еженедельного междусменного отдыха (ст. 110 ТК России).
Российское трудовое законодательство даёт право работодателю организовывать сменную работу при наличии такой необходимости. Порядок сменной работы определяется ст. 103 Трудового кодекса России, которая требует, в частности, чтобы график смен доводился до сведения работников не позднее чем за месяц до введения в действие, а также категорически запрещает работу в течение двух смен подряд.
Длительность смены Трудовым кодексом не регулируется, кроме как для отдельных категорий работников (несовершеннолетние, инвалиды), так что график работы должен лишь обеспечивать выполнение норм Трудового кодекса в части максимального рабочего времени в неделю.
В то же время, режим рабочего времени, при котором в течение суток работа может выполняться одной группой работников, сменным режимом не является. О сменном режиме можно говорить, в случаях, когда работа выполняется в течение суток поочередно различными сменяющими друг друга группами работников.
При сменном режиме рабочего времени должно быть установлено не менее двух смен в сутки, а, следовательно, продолжительность одной смены при сменном режиме рабочего времени не может составлять 24 часа.
В зависимости от особенностей требований конкретного производства, работа по сменам может быть организована либо в пределах стандартной рабочей недели (пяти- или шестидневной) с одним или двумя постоянными выходными, либо иным образом, тогда выходные определяются графиком сменности и могут приходиться на различные дни недели. График сменности может быть составлен на различные периоды. На непрерывных производствах, где невозможно обеспечить равную недельную загрузку, график составляется на учётный период, в котором всё отработанное время не должно превышать суммарного максимального рабочего времени за это время согласно ТК.

## Виды сменной работы

### Двухсменная работа
Выделяются две смены, обычно «дневная», «вечерняя» или «ночная» (при 12-часовой работе), суммарное время которых обычно не превышает 16 часов. Часто применяется непрерывный график в две смены по 12 часов. Как правило, при 12-часовой смене работа происходит в две смены:
- 6:00–18:00 — дневная смена;
- 18:00–6:00 — ночная смена;

### Трёхсменная работа (четырёх-бригадный график)
Для непрерывных производств с большим количеством работников оптимальной считается схема работы «в четыре бригады». Работники разбиваются на четыре бригады, и каждый день три бригады работают, каждая в свою смену, а одна отдыхает. В промышленности России типичное распределение смен при четырёхбригадной трёхсменной работе следующее:
- четыре дня в ночную смену с 23:00 до 7:00, затем два выходных;
- четыре дня в дневную смену с 7:00 до 15:00, затем один выходной;
- четыре дня в вечернюю смену с 15:00 до 23:00, затем один выходной.

В таком графике в месяц при норме 167 часов бригады реально отработают разное время — 128, 178, 152, 184 часа, поэтому график составляется на учётный период длительностью в несколько месяцев, что позволяет компенсировать переработку в один месяц недоработкой в другие и в среднем обеспечить соблюдение недельной нормы рабочего времени.

### Трёхсменная работа (пяти-бригадный график, он же «график 72»)
Работники разбиваются на пять бригад. В промышленности России типичное распределение смен при 5-бригадной 3-сменной работе следующее:
- два дня в дневную смену с 8:00 до 16:00, затем два выходных(48 часов);
- два дня в вечернюю смену с 16:00 до 24:00, затем один выходной («переходной», равный 24 часа);
- два дня в ночную смену с 0:00 до 8:00, затем три выходных (один «отсыпной» и два выходных, итого 72 часа).

Один цикл составляет 10 суток. В месяц бригады отработают от 136 до 152 часов каждая.
| январь   | 1  | 2  | 3  | 4  | 5  | 6  | 7  | 8  | 9  | 10 | 11 | 12 | 13 | 14 | 15 | 16 | 17 | 18 | 19 | 20 | 21 | 22 | 23 | 24 | 25 | 26 | 27 | 28 | 29 | 30 |
| февраль  | 31 | 1  | 2  | 3  | 4  | 5  | 6  | 7  | 8  | 9  | 10 | 11 | 12 | 13 | 14 | 15 | 16 | 17 | 18 | 19 | 20 | 21 | 22 | 23 | 24 | 25 | 26 | 27 | 28 | 29 |
| март     | 1  | 2  | 3  | 4  | 5  | 6  | 7  | 8  | 9  | 10 | 11 | 12 | 13 | 14 | 15 | 16 | 17 | 18 | 19 | 20 | 21 | 22 | 23 | 24 | 25 | 26 | 27 | 28 | 29 | 30 |
| апрель   | 31 | 1  | 2  | 3  | 4  | 5  | 6  | 7  | 8  | 9  | 10 | 11 | 12 | 13 | 14 | 15 | 16 | 17 | 18 | 19 | 20 | 21 | 22 | 23 | 24 | 25 | 26 | 27 | 28 | 29 |
| май      | 30 | 1  | 2  | 3  | 4  | 5  | 6  | 7  | 8  | 9  | 10 | 11 | 12 | 13 | 14 | 15 | 16 | 17 | 18 | 19 | 20 | 21 | 22 | 23 | 24 | 25 | 26 | 27 | 28 | 29 |
| июнь     | 30 | 31 | 1  | 2  | 3  | 4  | 5  | 6  | 7  | 8  | 9  | 10 | 11 | 12 | 13 | 14 | 15 | 16 | 17 | 18 | 19 | 20 | 21 | 22 | 23 | 24 | 25 | 26 | 27 | 28 |
| июль     | 29 | 30 | 1  | 2  | 3  | 4  | 5  | 6  | 7  | 8  | 9  | 10 | 11 | 12 | 13 | 14 | 15 | 16 | 17 | 18 | 19 | 20 | 21 | 22 | 23 | 24 | 25 | 26 | 27 | 28 |
| август   | 29 | 30 | 31 | 1  | 2  | 3  | 4  | 5  | 6  | 7  | 8  | 9  | 10 | 11 | 12 | 13 | 14 | 15 | 16 | 17 | 18 | 19 | 20 | 21 | 22 | 23 | 24 | 25 | 26 | 27 |
| сентябрь | 28 | 29 | 30 | 31 | 1  | 2  | 3  | 4  | 5  | 6  | 7  | 8  | 9  | 10 | 11 | 12 | 13 | 14 | 15 | 16 | 17 | 18 | 19 | 20 | 21 | 22 | 23 | 24 | 25 | 26 |
| октябрь  | 27 | 28 | 29 | 30 | 1  | 2  | 3  | 4  | 5  | 6  | 7  | 8  | 9  | 10 | 11 | 12 | 13 | 14 | 15 | 16 | 17 | 18 | 19 | 20 | 21 | 22 | 23 | 24 | 25 | 26 |
| ноябрь   | 27 | 28 | 29 | 30 | 31 | 1  | 2  | 3  | 4  | 5  | 6  | 7  | 8  | 9  | 10 | 11 | 12 | 13 | 14 | 15 | 16 | 17 | 18 | 19 | 20 | 21 | 22 | 23 | 24 | 25 |
| декабрь  | 26 | 27 | 28 | 29 | 30 | 1  | 2  | 3  | 4  | 5  | 6  | 7  | 8  | 9  | 10 | 11 | 12 | 13 | 14 | 15 | 16 | 17 | 18 | 19 | 20 | 21 | 22 | 23 | 24 | 25 |
| январь   | 26 | 27 | 28 | 29 | 30 | 31 | 1  | 2  | 3  | 4  | 5  | 6  | 7  | 8  | 9  | 10 | 11 | 12 | 13 | 14 | 15 | 16 | 17 | 18 | 19 | 20 | 21 | 22 | 23 | 24 |
| бригада1 | 8  | 8  |    | 16 | 16 |    | 0  | 0  |    |    | 8  | 8  |    | 16 | 16 |    | 0  | 0  |    |    | 8  | 8  |    | 16 | 16 |    | 0  | 0  |    |    |
| бригада2 |    | 16 | 16 |    | 0  | 0  |    |    | 8  | 8  |    | 16 | 16 |    | 0  | 0  |    |    | 8  | 8  |    | 16 | 16 |    | 0  | 0  |    |    | 8  | 8  |
| бригада3 | 16 |    | 0  | 0  |    |    | 8  | 8  |    | 16 | 16 |    | 0  | 0  |    |    | 8  | 8  |    | 16 | 16 |    | 0  | 0  |    |    | 8  | 8  |    | 16 |
| бригада4 | 0  | 0  |    |    | 8  | 8  |    | 16 | 16 |    | 0  | 0  |    |    | 8  | 8  |    | 16 | 16 |    | 0  | 0  |    |    | 8  | 8  |    | 16 | 16 |    |
| бригада5 |    |    | 8  | 8  |    | 16 | 16 |    | 0  | 0  |    |    | 8  | 8  |    | 16 | 16 |    | 0  | 0  |    |    | 8  | 8  |    | 16 | 16 |    | 0  | 0  |